# Claudia Mori
Claudia Mori (Róma, 1944. február 12. –) olasz színésznő, énekesnő.

## Karrierje
1960-ban kisebb szerepet játszott Luchino Visconti Rocco és fivérei című filmjében, majd Robert Aldrich Szodoma és Gomora (1962) című Rómában forgatott alkotásában. Férje Adriano Celentano, akivel 1963-ban az Egy furcsa alak (Uno strano tipo) című filmben találkozott, és 1964. július 14-én kötöttek házasságot.
1970-ben megnyerte a Sanremói Dalfesztivált a Chi non lavora non fa l’amore (Aki nem dolgozik, nem szerelmeskedik) című dallal. Másik dala (Non succederà più – Nem történik meg többé) 1982-ben vezette az itáliai slágerlistákat és egy szórakoztatóan csípős vélemény férjéhez fűződő kapcsolatáról.
Gyermekeik Rosita, Rosalinda és Giacomo.
Claudia Morinak eddig hét albuma jelent meg.